# Lauren Gale
Lauren Gale, född 1 januari 2000, är en friidrottare från Kanada. Hon deltog vid olympiska sommarspelen 2020 och olympiska sommarspelen 2024.